# Vertrag von Paris (1259)

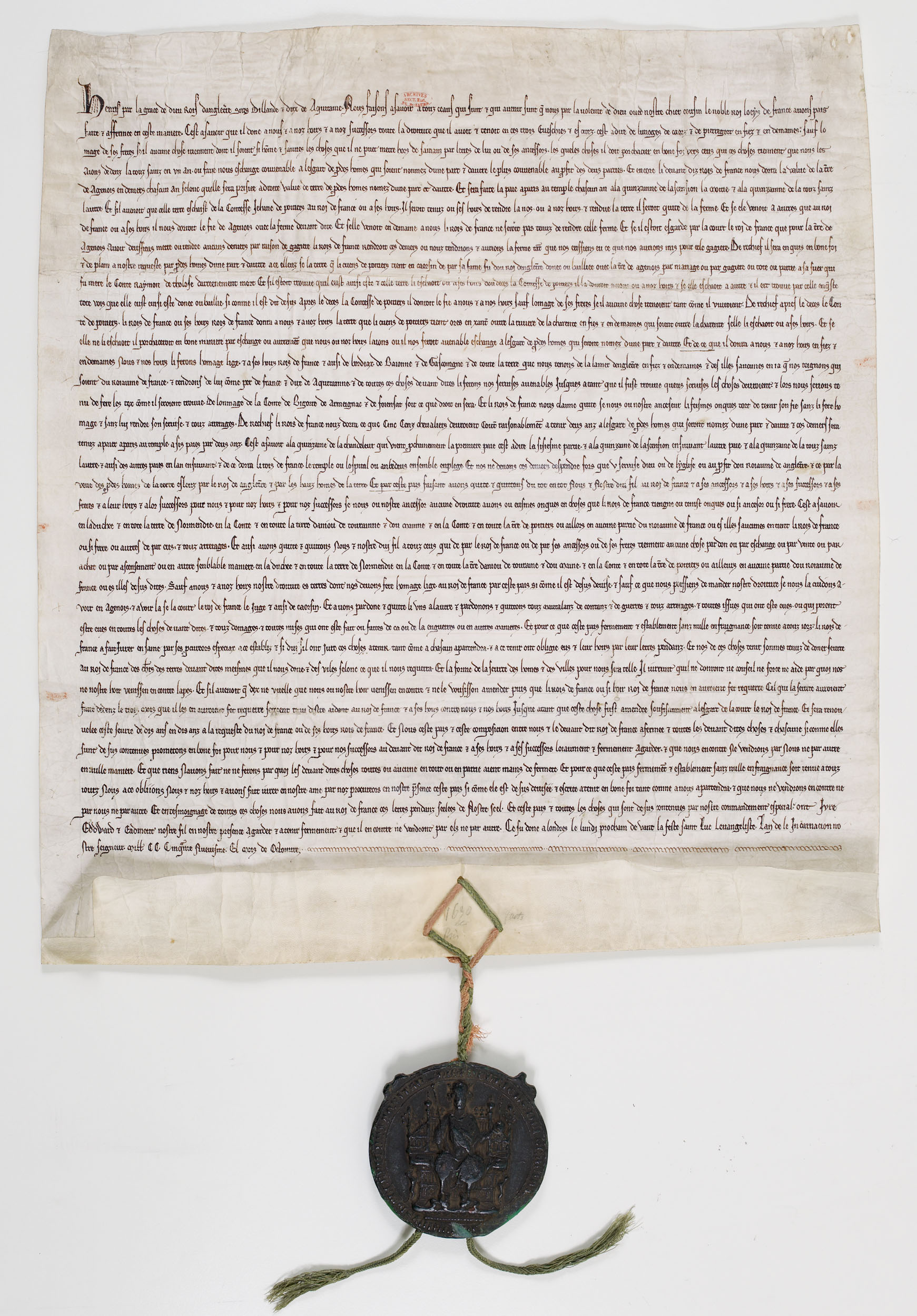
Urkunde des Vertrags von Paris

Der am 4. Dezember 1259 verkündete Vertrag von Paris zwischen Heinrich III., König von England, und Ludwig IX. von Frankreich sollte die langjährigen territorialen Streitigkeiten beilegen, die seit der Bildung des sogenannten angevinischen Reiches unter König Heinrich Plantagenet von England hundert Jahre zuvor entstanden waren.

## Vorgeschichte
Heinrich Plantagenet war es gelungen, Herr von weiten Teilen Nord-, West- und Südwestfrankreich zu werden, worauf es zu langjährigen Kriegen mit dem französischen König Philipp II. gekommen war, der für diese Gebiete Lehnsherr der englischen Könige war. Philipp II. war es schließlich gelungen, gegen Heinrichs Sohn Johann Ohneland im Französisch-Englischen Krieg ab 1202 große Teile dieser Ländereien zu erobern. Die Niederlagen der englischen Könige fanden im französischen Sieg in der Schlacht bei Bouvines 1214 ihren vorläufigen Höhepunkt, der die englische Krone auf dem Festland beträchtlich schwächte. Die französische Position wurde unter Ludwig VIII. durch den Französisch-Englischen Krieg von 1224 bis 1225 weiter ausgebaut. Die Herrschaft der Plantagenet in Frankreich wurde auf die Gascogne und Bordeaux zurückgeworfen. Rückeroberungsversuche von Johanns Sohn Heinrich III. 1230 (→ Frankreichfeldzug Heinrichs III. (1230)) und 1242 (→ Saintonge-Krieg) blieben erfolglos.

## Anbahnung der Verhandlungen zu Weihnachten 1254
1253 hatte der englische König eine Expedition in seine verbliebenen französischen Besitzungen in der Gascogne unternommen, um dort eine Revolte niederzuschlagen. Im nächsten Jahr wollte er nicht von Südfrankreich aus mit dem Schiff zurückreisen. Stattdessen bat er den französischen König Ludwig IX. um die Erlaubnis, durch Frankreich bis zur Küste des Ärmelkanals zu reisen und von dort mit dem Schiff nach England überzusetzen. Der französische König erlaubte dies sofort. Heinrich III. wurde von seiner Frau Eleonore von der Provence begleitet, deren älteste Schwester Margarete mit dem französischen König verheiratet war. In Chartres trafen sich die beiden Königspaare zum ersten Mal. Von dort zog das englische Königspaar weiter nach Paris, wo es prächtig empfangen wurde. Auch Beatrix von Savoyen, die Schwiegermutter der beiden Könige, und weitere Verwandte aus Savoyen waren nach Paris gekommen. Weihnachten 1254 wurde als Familientreffen in Paris gefeiert, bei dem Rivalitäten und Abneigungen zur Seite traten. Der persönliche Kontakt zwischen den beiden Königen ebnete den Weg für weitere Verhandlungen, um den jahrzehntealten Konflikt zwischen den beiden Reichen beizulegen.

## Verlauf der Verhandlungen
Bereits in der Gascogne hatte der englische König den Plan gefasst, mit Unterstützung des Papstes das Königreich Sizilien für seinen jüngeren Sohn Edmund zu erobern. 1257 war der tollkühne Plan immer noch nicht umgesetzt worden. Papst Alexander IV. drängte den englischen König, Frieden mit dem französischen König zu schließen, um so ein Heer zur Eroberung Siziliens durch Frankreich zu führen. Im Frühjahr 1258 führte eine englische Delegation, unter ihnen Simon de Montfort, Hugh Bigod und Peter von Savoyen, in Paris Verhandlungen über einen Frieden. Zugleich waren auch Abgesandte des Papstes sowie Vertreter des römisch-deutschen Königs Richard von Cornwall, einem Bruder des englischen Königs, in Paris. In den Verhandlungen ging es nicht nur um die endgültige Beilegung des Konflikts zwischen England und Frankreich, sondern auch um den Versuch, ein internationales Bündnis zum Kampf gegen die Staufer in Sizilien zu gewinnen. Bis Ende Mai waren die wesentlichen Bedingungen für einen Friedensschluss geklärt. Der Abschluss des Friedens wurde dann jedoch durch Simon de Montfort verzögert, der nun seine eigenen Ansprüche auf Familienbesitzungen in Frankreich erneuerte. 1259 liefen weitere Verhandlungen, die von englischer Seite vom Earl of Gloucester, von Simon de Montfort und von Peter von Savoyen geführt wurden. Im Dezember 1259 verzichtete Montfort schließlich auf seine vom französischen König beschlagnahmten Güter. Für die Koalition gegen Sizilien kam der Vertrag von Paris aber zu spät, denn bereits im Dezember 1258 hatte der Papst den Anspruch des englischen Prinzen Edmund auf Sizilien widerrufen.

## Vertragsabschluss
Der Grund, warum Ludwig IX. in dem Vertrag dem englischen König erlaubte, einen Teil der verlorenen Gebiete zurückzuerhalten, ist nicht unstrittig. Neilland gibt an, dass der englische König für Frankreich als Vasall einen großen Nutzen zu haben schien, um zukünftig maßgeblichen Einfluss auf die englische Außenpolitik zu nehmen. 
Der englische König Heinrich III. sah sich dagegen in England einer mächtigen Adelsopposition gegenüber, die wesentliche Teile der Regierungsgewalt übernommen hatte. Ein außenpolitischer Erfolg wie ein Frieden mit Frankreich würde seine Stellung festigen. Er sollte zunächst die Rechte und Pflichten über die Diözesen Limoges, Catur und Pierregort erhalten, 
„Sauve les choses, qui li Rois de France ne peut metre hors de sa maine par lettre de lui, ou de ses Ancesseurs.“ 
Außerdem erhält er die Rechte für das südliche Quercy und das Gebiet Saintonge südlich des Flusses Charente. In diesem Absatz wird auch der zukünftige Status von Aquitanien festgehalten, das der englische König nun als Herzogtum Aquitanien als Lehen des französischen Königs hielt:
„... Li Rois de France donra al Roi de Angleterre, ou a ses heires, en siez, ou en domaines, li Rois de Angleterre , & si heirs seront homage lige au Rois de France, & a ses heires Rois de France : Et ausi de Bordiaus, & de Baion, & de Gascoigne ... & tendra de lui com Pers de France , & Dux de Aquitaigne“ 
Im Gegenzug gab Heinrich III. für sich und all seine Nachkommen Ansprüche auf die Normandie, das Anjou, die Touraine und das Poitou auf. Dem französischen König Ludwig IX. musste er den Lehnseid schwören.
Neben den Gebietsrechten, die so geregelt wurden, gab es aber auch einen Abschnitt über eine finanzielle Entschädigung an Heinrich III. Er sollte von Ludwig IX. eine Geldzahlung erhalten, die dem Unterhalt von 500 Rittern über zwei Jahre entsprach. Vermutlich wollte Heinrich III. diese Summe für die Eroberung Siziliens einsetzen. Allerdings gab die Formulierung im Vertrag auch den Baronen („les hauz homes de la terre“) ein Mitbestimmungsrecht über die Geldsummen.
Ludwig IX. wollte den Vertrag nicht annehmen, bis ihm Heinrich III. den Lehnseid schwor. Außerdem wartete er, bis alle Familienmitglieder der Plantagenets die Ansprüche auf weitere Gebiete in Frankreich ablegten. Speziell die Schwester von Heinrich III., Eleanor, weigerte sich, einen Eid zu leisten. Heinrich III. sah sich dazu gezwungen, einen Teil des versprochenen Geldes als Sicherheit in Verwahrung zu geben. Daraufhin lenkte Eleanor ein und Ludwig IX. stimmte einer Ratifikation und der Publikation zu. In einer feierlichen Prozedur im Obstgarten des königlichen Palastes in Paris kniete der englische vor dem französischen König nieder und schwor ihm Hommage, was den persönlichen Charakter des Eides noch hervorhob.

## Rechtliche Folgen
Dies führte zu einem rechtlichen Problem. Malcom Vale bemerkt zu diesem Lehnsverhältnis: „Two sovereigns of equal authority ... were put on an unequal footing, because one of those sovereigns held land from another.“ Der englische König war dem französischen zur Treue verpflichtet und damit auch zum Waffendienst, d. h. zu einem Aufgebot an wehrfähigen Männern im Vasallengebiet. Höchst problematisch konnte dies werden, wenn der König von England als Souverän mit einem Herrscher verbündet war, mit dem der französische König sich im Krieg befand und gegen den er die Pflichten des englischen Königs einfordern konnte. Daneben gab es aber auch inhaltliche Ungenauigkeiten, so z. B. die Bestimmung über das Agenais. Dieses Gebiet sollte erst nach einem kinderlosen Tod seiner momentanen Besitzer an England zurückfallen.
Obwohl der Vertrag so von beiden Seiten akzeptiert worden war, verzögerte sich die Umsetzung der französischen Abmachung bis zum Jahr 1273, da Alfons, ein Bruder von Ludwig IX., als Graf von Poitiers noch Herr der Saintonge war. Erst nach seinem kinderlosen Tod 1271 räumten die Franzosen dieses Gebiet. Zudem stieß der Vertrag auf beiden Seiten nicht auf ungeteilte Zustimmung. Ein Teil der Engländer sah die französischen Eroberungen weiterhin als widerrechtlich an und den Vertrag, vor allem die endgültige Aufgabe der Normandie, damit als eine Schmach. Die Franzosen hingegen glaubten, dass der Lehnseid Heinrichs III. zu teuer erkauft worden sei. Nach dem Tod Heinrichs III. und Ludwig IX. lag es an Heinrichs Sohn Eduard I. von England, den Vertrag von 1259 mit Ludwigs Sohn Philipp III. zu erneuern. In diesem neu aufgesetzten Werk zeigt die konditionale Form, die Eduard I. gegenüber Philipp III. gebraucht („erhalten soll“), dass die Vereinbarungen von 1259 noch nicht erfüllt waren. Eine endgültige vertragliche Lösung schien erst mit einem weiteren Vertragswerk im Bereich des Möglichen zu liegen, das 1286 auch zustande gekommen ist. 
Diesem Vertrag ging der zu befürchtende Fall voraus, dass der englische König gezwungen sein könnte, gegen einen Verbündeten, mit dem Frankreich im Krieg lag, vorzugehen. 1275 kam es zwischen Frankreich und Kastilien zum Krieg, ausgelöst durch Streitigkeiten über Navarra. England hatte mit dem Königreich Kastilien aber schon unter Heinrich III. 1254 eine Allianz geschlossen. Der kastilische König Alfons X. wandte sich an Eduard I. und verlangte von ihm Unterstützung. Dieser sagte ihm bedingt Unterstützung zu, er würde allerdings aufgrund seines Treueeides nichts gegen den französischen König unternehmen. Stattdessen bot er sich in diesem Konflikt als Vermittler an, um sich so aus seiner komplizierten Lage zu befreien. Der Tod Alfons X. und die auf Aragon gelenkte Aufmerksamkeit Philipps III. ließen Eduard I. nur für einen kurzen Moment aufatmen. Denn schon bahnte sich derselbe Fall in einem französisch-aragonesischen Konflikt an. Auch hier konnte Edward sich nicht gegen seinen Lehnsherrn stellen; er konnte nur versuchen, seine Bündnispflichten so langsam wie möglich zu erfüllen. Bemerkenswert ist hierbei das Verhalten der Gascogne. Der Seneschall Jean I. de Grailly reagierte auf eine Truppenanfrage von Eduard I. zwar positiv, da ihm nicht bekannt war, dass die Truppen für den französischen König gedacht waren. Aber nach Beendigung der Krise wurden Zweifel laut, ob der englische König dem französischen solche feudale Dienste wirklich leisten sollte. 1285, wohl kurz bevor Eduard I. sich nach Frankreich hätte einschiffen müssen, um die Armee Philipps III. zu unterstützen, wurde zwischen Aragon und Frankreich der Konflikt beigelegt. 
Kurz darauf starb Philipp III. und sein Sohn, Philipp IV. der Schöne, bestieg den Thron. Eduard I. sah daraufhin die Möglichkeit, den Vertrag von 1259 zu erneuern und die noch ausstehende Aushändigung der Saintonge durch die Franzosen durchzusetzen. Doch enthält der Vertragstext an der entscheidenden Stelle nicht das Konditional wie 1273. 
„... Dominus Rex Edwardus fecit homagium suum Domino Regi Franciae, sub hiis verbis; [...] Jeo devint votre homa des terres, que jeo tenez de vous de ces la, solonc la forme de la Pees, que fu fait entre noz Ancestres.“ 
Eduard I. erkannte damit praktisch formal den Status quo in den Gebieten an. Die Bewohner der Gascogne waren allein schon über den Vertragsschluss von 1259 nicht glücklich. Denn das Land war seit 1202 nicht formal an einen Lehnseid gebunden. Das frühere Herzogtum Aquitanien war ein Teil der Grafschaft Poitou, und obwohl beide Gebiete von 1063 bis 1202 unter der Aufsicht der Grafen von Poitou standen, war die Gascogne für sich eine Art autonome Region und sah sich als allodiales Gut, ohne einen übergeordneten französischen Herrscher. Als Heinrich II. von England Ludwig VII. von Frankreich den Lehnseid für die Region Poitou leistete, war nach englischer Ansicht die Gascogne davon nicht betroffen. Die französischen Herrscher aber waren bestrebt, dieses Gebiet ihrem direkten Zugriff zu unterstellen, es also dem Kronbesitz einzuverleiben. Durch den Vertrag war es nun indirekt durch den englischen König an Frankreich gebunden worden.
Um die im Besitz der englischen Könige gebliebenen Gebiete kam es fortwährend zu kleineren Auseinandersetzungen, die zum Französisch-Englischen Krieg von 1294 bis 1298, zum Krieg von Saint-Sardos von 1323 bis 1325 und schließlich mit zum Hundertjährigen Krieg führten.